# Soligalič
Soligalič (anche traslitterata come Soligalich) è una cittadina della Russia europea centrale, situata nell'Oblast' di Kostroma; sorge sul fiume Kostroma, 216 km a nordest di Kostroma ed è capoluogo del Soligaličskij rajon.
Soligalič appare nelle cronache locali nel 1335, con il nome di Sol'-Galickaja; la risorsa economica dell'insediamento era costituita dal sale, donde il nome (Sol' in russo significa sale). Lo status di città arrivò nel 1778.

## Società

### Evoluzione demografica
Fonte: mojgorod.ru
- 1897: 3 400
- 1939: 5 400
- 1970: 6 700
- 1989: 7 500
- 2002: 6 996
- 2006: 6 500